# آبشار زیرراه

محوطه آبشار زیرراه دهستان زیرراه

آبشار زیرراه در روستای زیرراه از توابع بخش سعدآباد شهرستان دشتستان در استان بوشهر ایراناست.
این آبشار از جاری شدن چند رشته قنات به وجود آمده است.